# Mattia Nalesso
Mattia Nalesso (Dolo, 13 febbraio 1981) è un nuotatore italiano.

## Biografia
È stato detentore dei record italiani di 50 m farfalla in vasca corta e lunga, rispettivamente con 23"74 e 23"68, dei 100 m farfalla in vasca lunga con 52"49 e dei 50 m stile libero in vasca corta con 21"10.
Nella farfalla ha conquistato 13 titoli italiani estivi (7 sui 50 m e 6 sui 100 m), sette primaverili (3 sui 50 m e 4 sui 100 m) e sei invernali (tre per specialità), nello stile libero un titolo invernale dei 50 m.
In campo internazionale si è piazzato settimo nei 100 m farfalla ai Campionati europei juniores del 1999 dove ha conquistato anche un bronzo con la 4x100 m mista, l'ottavo posto agli Europei in vasca corta 2003 di Dublino e agli Europei del 2006 di Budapest sempre nei 100 e il nono agli Europei del 2004 di Madrid nei 50.
Dopo aver partecipato ai Giochi olimpici di Atene nel 2004, classificandosi 23º nei 100, a Pechino nel 2008 è stato costretto al ritiro poco prima di scendere in acqua per le batterie da un singolare episodio: cercando la massima aderenza possibile del costume ha indossato una taglia più piccola del solito, causando la rottura dello stesso in camera di chiamata, troppo tardi per riuscire a sostituirlo.
Nella stessa edizione ha preso parte anche alla staffetta 4x100 m mista insieme a Mirco Di Tora, Loris Facci e Filippo Magnini, squalificata in finale dopo essere comunque giunta ottava.

## Palmarès
| Giochi olimpici         | 50 m st. libero | 50 m farfalla           | 100 m farfalla          | 4 x 100 m mista                   |
| 2004 Atene Grecia       | ---             | ---                     | 23º in batteria 53"49   | ---                               |
| 2008 Pechino Cina       | ---             | ---                     | ---                     | squalificato (8º) frazione: 52"26 |
| Campionati del mondo    | 50 m st. libero | 50 m farfalla           | 100 m farfalla          | 4 x 100 m mista                   |
| 2003 Barcellona Spagna  | ---             | 27º in batteria 24"72   | 14º in semifinale 53"16 | ---                               |
| 2009 Roma Italia        | ---             | 21º in batteria 23"65   | 38º in batteria 52"55   | 13º - 3'33"42 frazione: 51"80     |
| Campionati europei      | 50 m st. libero | 50 m farfalla           | 100 m farfalla          | 4 x 100 m mista                   |
| 2004 Madrid Spagna      | ---             | 9º in semifinale 24"56  | ---                     | ---                               |
| 2006 Budapest Ungheria  | ---             | ---                     | 8º 53"32                | ---                               |
| 2010 Budapest Ungheria  | ---             | 11º in semifinale 24"10 | 35º in batteria 54"23   | ---                               |
| Europei in vasca corta  | 50 m st. libero | 50 m farfalla           | 100 m farfalla          | 4 x 50 m st. libero               |
| 2003 Dublino Irlanda    | ---             | 13º in semifinale 23"97 | 7º 52"22                | 9º - 1'28"24 frazione: 22"20      |
| 2005 Trieste Italia     | ---             | 10º in semifinale 23"68 | 9º in semifinale 52"41  | 9º - 1'27"50 frazione: 21"54      |
| 2008 Fiume Croazia      | 7º 21"46        | ---                     | ---                     | Argento: 1'23"37 frazione: 20"59  |
| Giochi del Mediterraneo | 50 m st. libero | 50 m farfalla           | 100 m farfalla          | 4 x 100 m mista                   |
| 2001 Tunisi Turchia     | ---             | ---                     | Argento 53"86           | Oro: 3'42"49 frazione: 54"26      |
| 2005 Almeria Spagna     | ---             | Argento 24"38           | ---                     | Bronzo: 3'42"33                   |
| 2009 Pescara Italia     | ---             | Bronzo 23"81            | 5º 53"03                | ---                               |
| Europei giovanili       | 50 m st. libero | 50 m farfalla           | 100 m farfalla          | 4 x 100 m mista                   |
| 1999 Mosca Russia       | ---             | ---                     | 7º "                    | Bronzo: 3'51"39 :                 |

### Campionati italiani
30 titoli individuali e 17 in staffette, così ripartiti:
- 1 nei 50 m stile libero
- 15 nei 50 m farfalla più 1 revocato
- 14 nei 100 m farfalla
- 2 nella 4 x 50 m sl
- 5 nella 4 x 100 m sl
- 1 nella 4 x 50 m mista
- 9 nella 4 x 100 m mista

| Anno | Edizione    | st. libero 50 m | st. libero 4x50 m | st. libero 4x100 m | farfalla 50 m | farfalla 100 m | mista 4x50 m | mista 4x100 m |
| ---- | ----------- | --------------- | ----------------- | ------------------ | ------------- | -------------- | ------------ | ------------- |
| 1998 | Primaverili | -               | nd                | 3                  | nd            | -              | nd           | -             |
| 1998 | Estivi      | -               | nd                | 3                  | nd            | -              | nd           | -             |
| 1999 | Primaverili | -               | nd                | 2                  | -             | -              | nd           | -             |
| 1999 | Estivi      | -               | nd                | 2                  | -             | 1              | nd           | -             |
| 2000 | Primaverili | -               | nd                | 3                  | -             | 3              | nd           | -             |
| 2000 | Estivi      | -               | nd                | 3                  | 2             | 3              | nd           | -             |
| 2001 | Estivi      | -               | nd                | -                  | 1             | 1              | nd           | -             |
| 2002 | Primaverili | -               | nd                | -                  | sq            | 2              | nd           | 1             |
| 2002 | Invernali   | -               | 1                 | nd                 | -             | 3              | -            | nd            |
| 2003 | Primaverili | -               | nd                | -                  | 1             | 1              | nd           | 1             |
| 2003 | Estivi      | -               | nd                | -                  | 1             | 1              | nd           | 1             |
| 2003 | Invernali   | -               | 2                 | nd                 | 1             | 1              | 1            | nd            |
| 2004 | Primaverili | -               | nd                | 3                  | 1             | 1              | nd           | 1             |
| 2004 | Estivi      | -               | nd                | -                  | 1             | 1              | nd           | 1             |
| 2004 | Invernali   | -               | 1                 | nd                 | -             | -              | -            | nd            |
| 2005 | Primaverili | -               | nd                | 1                  | 1             | -              | nd           | 1             |
| 2005 | Estivi      | -               | nd                | 1                  | 1             | 1              | nd           | 1             |
| 2005 | Invernali   | 2               | -                 | nd                 | 2             | 1              | -            | nd            |
| 2006 | Primaverili | -               | nd                | 1                  | -             | 1              | nd           | 1             |
| 2006 | Estivi      | -               | nd                | -                  | 1             | -              | nd           | 3             |
| 2006 | Invernali   | -               | nd                | nd                 | 1             | 1              | nd           | nd            |
| 2007 | Primaverili | -               | nd                | 3                  | -             | -              | nd           | -             |
| 2007 | Estivi      | -               | nd                | 1                  | 1             | 1              | nd           | -             |
| 2007 | Invernali   | -               | nd                | nd                 | 1             | -              | nd           | nd            |
| 2008 | Primaverili | -               | nd                | -                  | 1             | 1              | nd           | 2             |
| 2008 | Estivi      | -               | nd                | 3                  | 1             | -              | nd           | 1             |
| 2008 | Invernali   | 1               | nd                | -                  | 2             | -              | nd           | nd            |
| 2009 | Primaverili | -               | nd                | 1                  | 2             | -              | nd           | 2             |
| 2009 | Estivi      | -               | nd                | 3                  | 2             | 1              | nd           | 2             |
| 2009 | Invernali   | -               | nd                | -                  | 2             | -              | nd           | nd            |
| 2010 | Primaverili | -               | -                 | -                  | 1             | -              | nd           | 3             |
| 2010 | Estivi      | -               | nd                | nd                 | 3             | -              | nd           | nd            |
| 2010 | Invernali   | -               | -                 | nd                 | 2             | -              | -            | nd            |

- sq = squalificato (1º all'arrivo)
- nd = non disputata